# Еріх Фауст
Еріх Фауст (нім. Erich Faust; 22 квітня 1921, Куксгафен — 14 серпня 1944, Біскайська затока) — німецький офіцер-підводник, оберлейтенант-цур-зее крігсмаріне.

## Біографія
1 грудня 1939 року вступив на флот. Після проходження тривалих курсів підводника і офіцера в травні-серпні 1942 року служив вахтовим офіцером підводного човна U-412. З 21 жовтня 1942 року — 1-й вахтовий офіцер U-667. В лютому-квітні 1944 року пройшов курс командира човна. З 16 квітня 1944 року — командир U-618, на якому здійснив 4 походи (разом 13 днів у морі). 14 серпня U-618 був потоплений в Біскайській затоці південно-західніше Лор'яну (47°22′ пн. ш. 04°39′ зх. д.) глибинними бомбами британських фрегатів «Дакворт», «Ессінгтон» та бомбардувальника «Ліберейтор». Всі 61 член екіпажу загинули.

## Звання
- Кандидат в офіцери (1 грудня 1939)
- Фенріх-цур-зее (1 листопада 1940)
- Оберфенріх-цур-зее (1 листопада 1941)
- Лейтенант-цур-зее (1 квітня 1942)
- Оберлейтенант-цур-зее (1 грудня 1943)

## Нагороди
- Залізний хрест
  - 2-го класу (27 липня 1943)
  - 1-го класу (1944)
- Нагрудний знак підводника (12 жовтня 1943)